# Хауи, Адда
Адда Ф. Хауи (англ. Adda F. Howie, 1852, Элм-Гров, Висконсин — 3 февраля 1936, Милуоки, Висконсин) — американский агроном, известна своими достижениями в области молочного животноводства, в том числе новаторскими методами ухода за скотом, в которых особое внимание уделялось чистоте и уходу. 
Ранее её называли «общепризнанной самой успешной женщиной-фермером в Америке» и первой женщиной, работавшей в Совете по сельскому хозяйству штата Висконсин.

## Юные годы
Хауи родилась под именем Эдди Джонстон в 1852 году и выросла на ферме Санни Пик в Элм-Гроув, штат Висконсин. Став взрослой, она переехала в Милуоки, где познакомилась и вышла замуж за Дэвида У. К. Хауи, ветерана Гражданской войны в США, торговца углем и представителя известной семьи из Милуоки.
В 1886 году пара с детьми переехала в большой дом на Уэллс-стрит в районе Конкордия в Милуоки; в настоящее время их дом является гостевым домом и занесён в Национальный реестр исторических мест.
В 1890 году Хауи опубликовала детскую книгу «Современные сказки».

## Карьера в молочном животноводстве
В 1897 году Хауи унаследовала ферму Санни Пик, где она выросла, что побудило её вернуться в Элм-Гроув со своей семьёй и заняться фермерством. Хотя теперь она была богата, Хауи, как сообщается, использовала только прибыль, полученную от фермы, для финансирования реконструкции и расширения фермы.
Среди инноваций Хауи был особый акцент на чистоте и благополучии скота. Она считала, что уход и забота о корове положительно влияют на её продуктивность, и, как известно, вешала кружевные занавески в своих амбарах и играла на мандолине для своих стад.
Критики Хауи отвергали её философию как эксцентричную и чрезмерно женственную, в то время как сторонники указывали на здоровье и продуктивность её стад как на доказательство правильности её методов. Сообщается, что в какой-то момент у Хауи было самое большое стадо коров джерсейской породы в Висконсине.
В 1916 году Хауи продала большую часть своего стада и оставила ферму на попечение сына.

## Смерть
Хауи умерла в Милуоки в 1936 году.

## В популярной культуре
В 2021 году Lucky Cow Coffee and Gelato в Дарлингтоне, штат Висконсин, анонсировала вкус мороженого, вдохновлённый Хауи. Вкус назывался «Леди Хауи».